# اسید ا-اتیل متیل‌فسفونوتیوئیک
اسید ا-اتیل متیل‌فسفونوتیوئیک (به انگلیسی: O-Ethyl methylphosphonothioic acid) یک ترکیب شیمیایی با شناسه پاب‌کم ۵۵۶۶۱۵ است. 

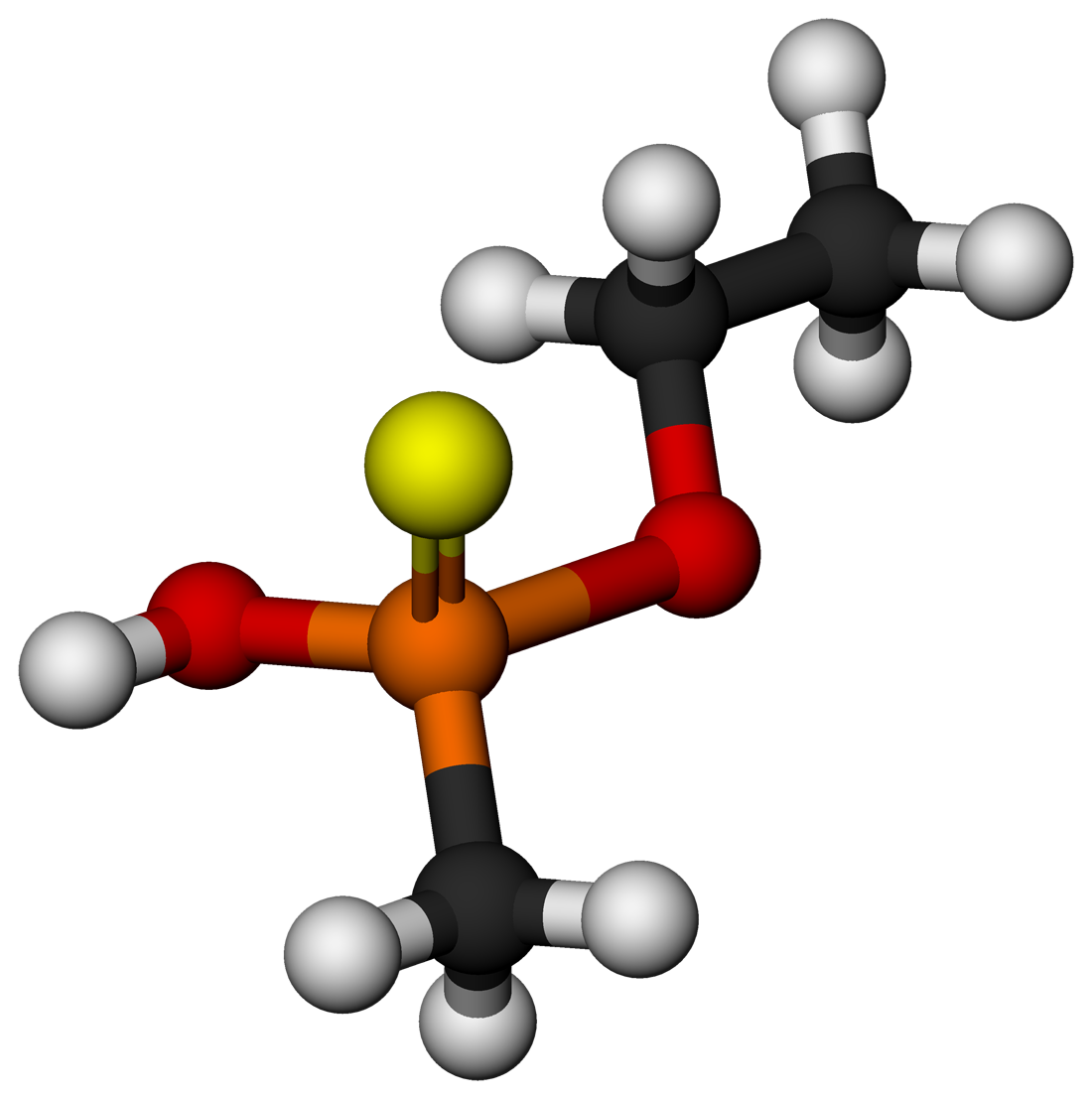
اسید ا-اتیل متیل‌فسفونوتیوئیک